# Scindapsus altissimus
Scindapsus altissimus  Alderw. – gatunek wieloletnich, wiecznie zielonych pnączy z rodziny obrazkowatych, pochodzących z obszaru od Papui-Nowej Gwinei do Queensland w Australii.